# Central térmica de Santurce
La central térmica de Santurce es una central termoeléctrica situada en el término municipal de Santurce, en Vizcaya (España). Dispone de cuatro grupos, para los que emplea como combustible fueloil y gas natural, y es propiedad de la empresa Iberdrola.

## Características

### Producción
La central disponía en un principio de 3 grupos de ciclo convencional que se desconectaron en 2009. En 2005 se amplió con un grupo de ciclo combinado:
- Grupo I, de 377 MW de potencia, que utiliza fuel como combustible, y adaptado después para consumir también gas natural. (En proceso de desmantelamiento 2010)
- Grupo II, de 541 MW de potencia, que también utiliza fuel como combustible. (En proceso de desmantelamiento 2010)
- Grupo III, de 17 MW de potencia, que consiste en una pequeña turbina de gas. (Actualmente desmantelada 2010)
- Grupo IV, Ciclo Combinado de 400 MW que es alimentado con gas natural.

Altura de las Chimeneas: 186,5 metros, 156,5 metros y 74,55 metros.

### Refrigeración
La refrigeración de la instalación se realiza mediante agua de mar, mediante los canales de toma y vertido construidos al realizarse la ampliación del puerto de Bilbao.

### Operación
La operación y el mantenimiento corren a cargo de la filial de Iberdrola: Iberdrola Operación y Mantenimiento (Iomsa).

## Propiedad

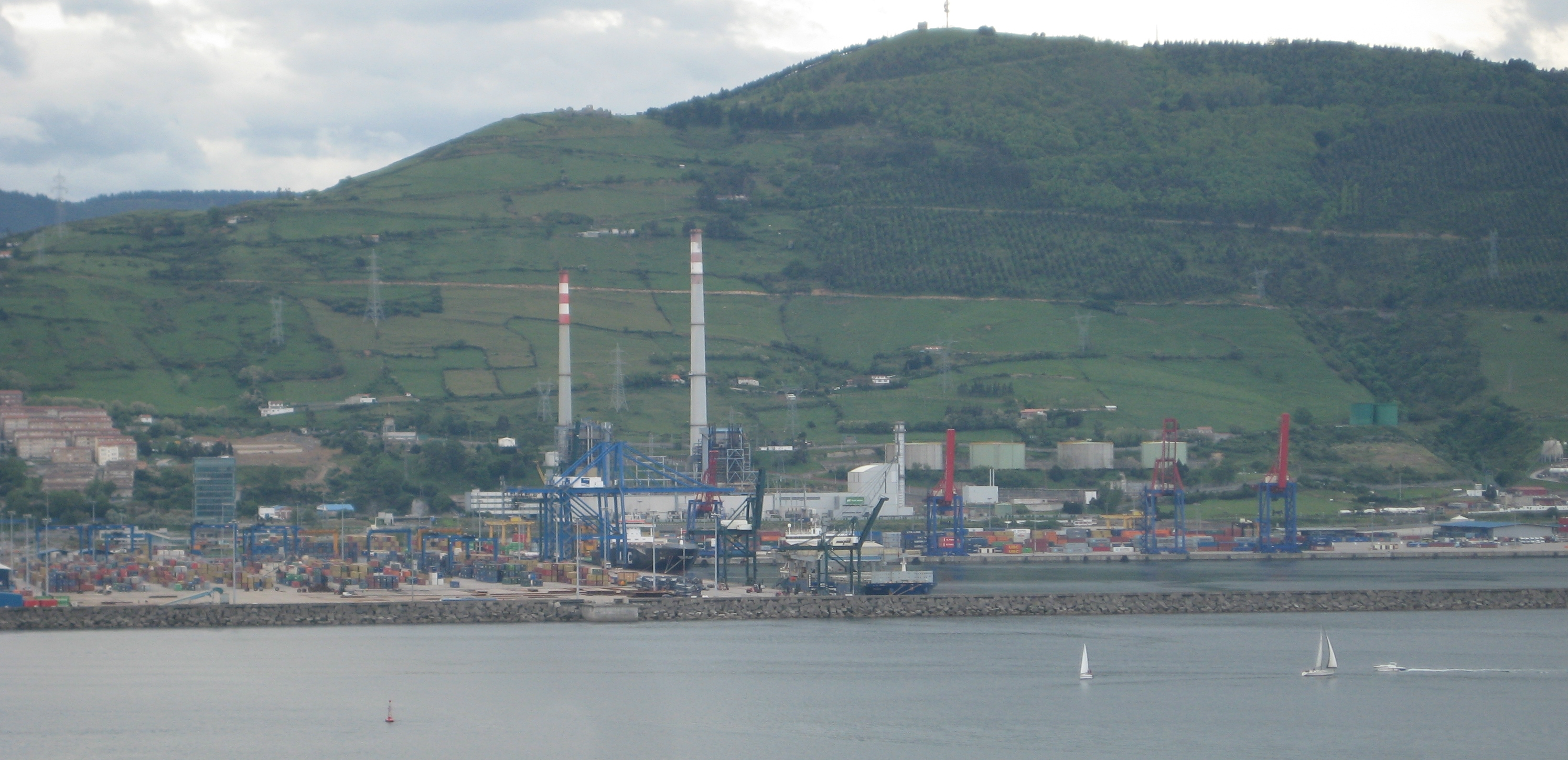
La central, bajo el monte Serantes.

La central de Santurce 4 está participada por:
- Iberdrola 100 %